# Yousef Al-Rawashdeh
Yusuf Al-Rawashdeh (Dubaj, Egyesült Arab Emírségek, 1990. március 14. –) jordán válogatott labdarúgó, az Al-Ramtha csatára.

## Pályafutása
2013 és 2021 között 65 alkalommal szerepelt a jordán válogatottban és hat gólt szerzett. Részt vett a 2015-ös és a 2019-es Ázsia-kupán.